# ابلیسک

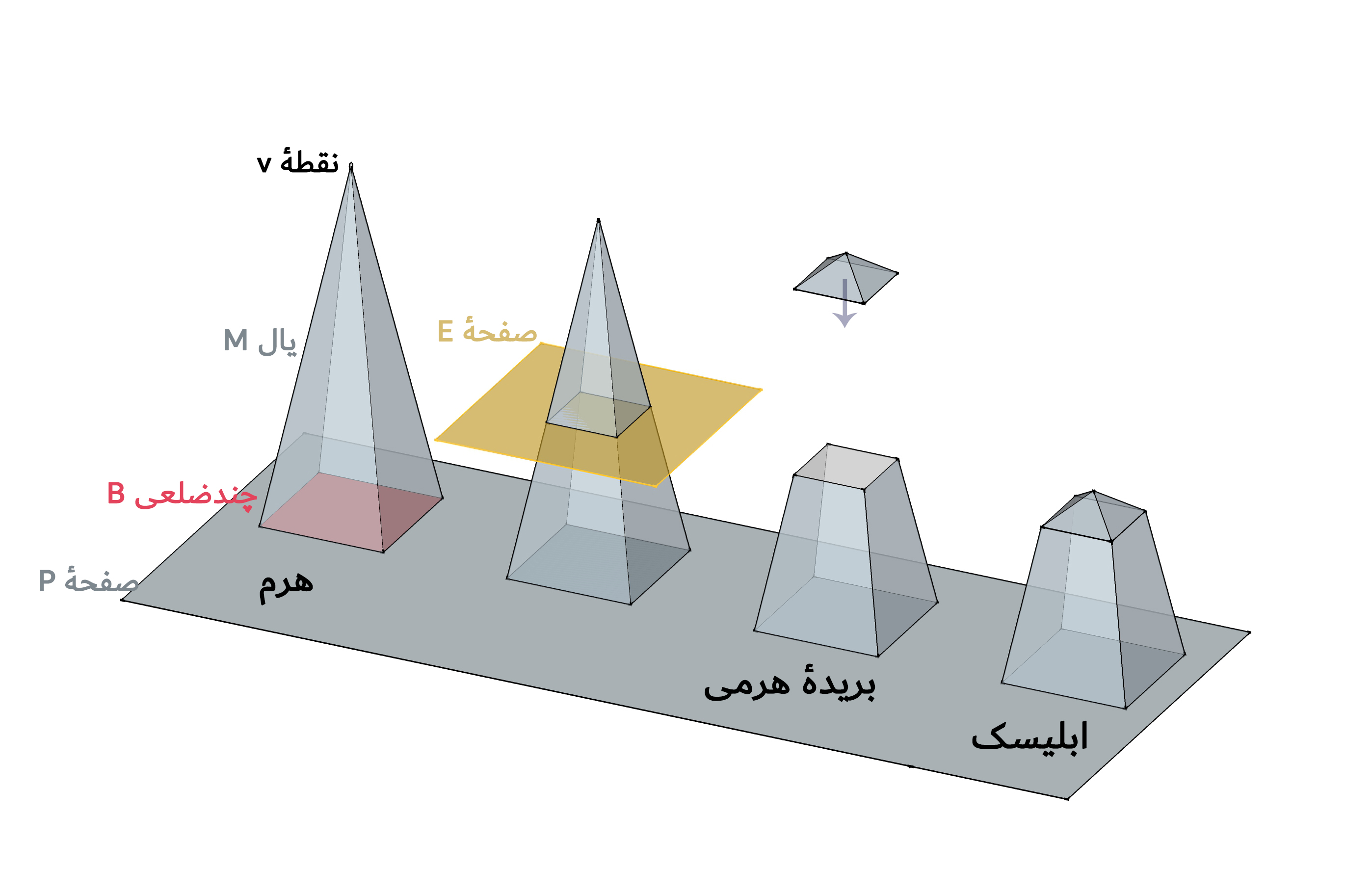
شکل هندسی: با اتصال رئوس چند ضلعی B (قاعده) در صفحهٔ P به نقطهٔ v «هرم» تشکیل می‌شود. با برش هرم توسط صفحهٔ E موازی P «بریدهٔ هرمی» ساخته می‌شود. با قرار دادن یک هرم بر روی یک بریدهٔ هرمی، می‌توان هرم‌سنگ ساخت.

هِرم‌سنگ یا ابلیسک (به انگلیسی: Obelisk) (یونانی: اُوِلیکوس ὀβελίσκος، برگرفته از اُوِلوس ὀβελός، به معنای سوزن یا ستون نوک‌تیز)، تک‌ستون هرمی، مسله ستون سنگی چهارگوش و بلندی است با نوک هرمی که گفته می‌شود برگزیدن شکل هرم برای همانندسازی با یک پرتوی سنگ شدهٔ قرص خورشید بوده‌است. در بسیاری از اماکن باستانی می‌توان یک جفت هرم‌سنگ در برابر دروازه‌های اصلی بنا پیدا کرد. هرم‌سنگ‌های کهن از یک سنگ یکپارچه ساخته می‌شدند در حالی که هرم‌سنگ‌های امروزی از چندین قطعه سنگ ساخته می‌شوند و می‌توانند لایه‌های درونی هم داشته باشند و مقطع پایین عریض تر از بالاست

## هرم‌سنگ‌های باستانی
این بنا در معماری مصر باستان، آشور، آکسومی اتیوپی، روم باستان و بیزانس (روم شرقی) به کار رفته‌است. در دوران نوین نیز این بنا در شماری از میدان‌های اصلی اروپا و آمریکا وجود دارد.

### مصر
هرم‌سنگ‌ها به فراوانی در معماری مصر باستان دیده شده‌اند. مصریان آن‌ها را به صورت جفت در ورودی معبدها می‌گذاشتند. امروزه کاربرد واژهٔ هرم‌سنگ بیشتر به ریشهٔ یونانی آن بازمی‌گردد. چون هرودوت جهان‌گرد یونانی از نخستین کسانی بود که دربارهٔ هرم‌سنگ‌ها مطلب نوشت. شماری از هرم‌سنگ‌های مصر و همچنین هرم‌سنگ ناتمام از گذر زمان جان سالم به در برده‌اند. آن‌ها در معدن سنگ مادر خودشان در اسوان، همانجایی که ساخته شده بودند پیدا شدند. این هرم‌سنگ‌ها در سراسر جهان پراکنده شدند و تنها کمتر از نیمی از آن‌ها در مصر باقی‌ماند.
نخستین هرم‌سنگ معبد که هنوز سر جایش هست، ۲۰٫۷ متر (۶۸ پا) بلندی و ۱۲۰ تُن سنگینی دارد. این هرم‌سنگ گرانیتی و قرمز رنگ است و به دستور سنوسرت یکم از دودمان دوازدهم مصر بر پا داشته شد، و در مطریه بخشی از هلیوپلیس جای دارد.
هرم‌سنگ نمادی از خورشید خدا، رع، است در گذشته برخی بر این باور بودند که این بنا یک پرتوی سنگ شدهٔ آتون است که به دوران بازسازی مذهبی آخناتون بر می‌گردد. برخی دیگر هم بر این باور بودند که خدا، خود در این سازه زندگی می‌کند.
پاتریسیا بلکول گری (Patricia Blackwell Gary) مصرشناس دانشگاه نیویورک و ویراستار مجلهٔ آسترونومی، ریچارد تلکات (Richard Talcott) چنین گمان برده‌اند که شکل هرم مصر باستان و اُبلیسک از پدیدهٔ طبیعی مرتبط با خورشید (رع یا خورشیدخدا، بزرگ‌ترین خدای مصری) گرفته شده‌است. هرم و هرم‌سنگ ممکن است از پدیده‌های ستاره‌شناسی مرتبط با طلوع، غروب، نور منطقةالبروجی و بازتابش پرتوهای خورشید الهام گرفته شده باشد.

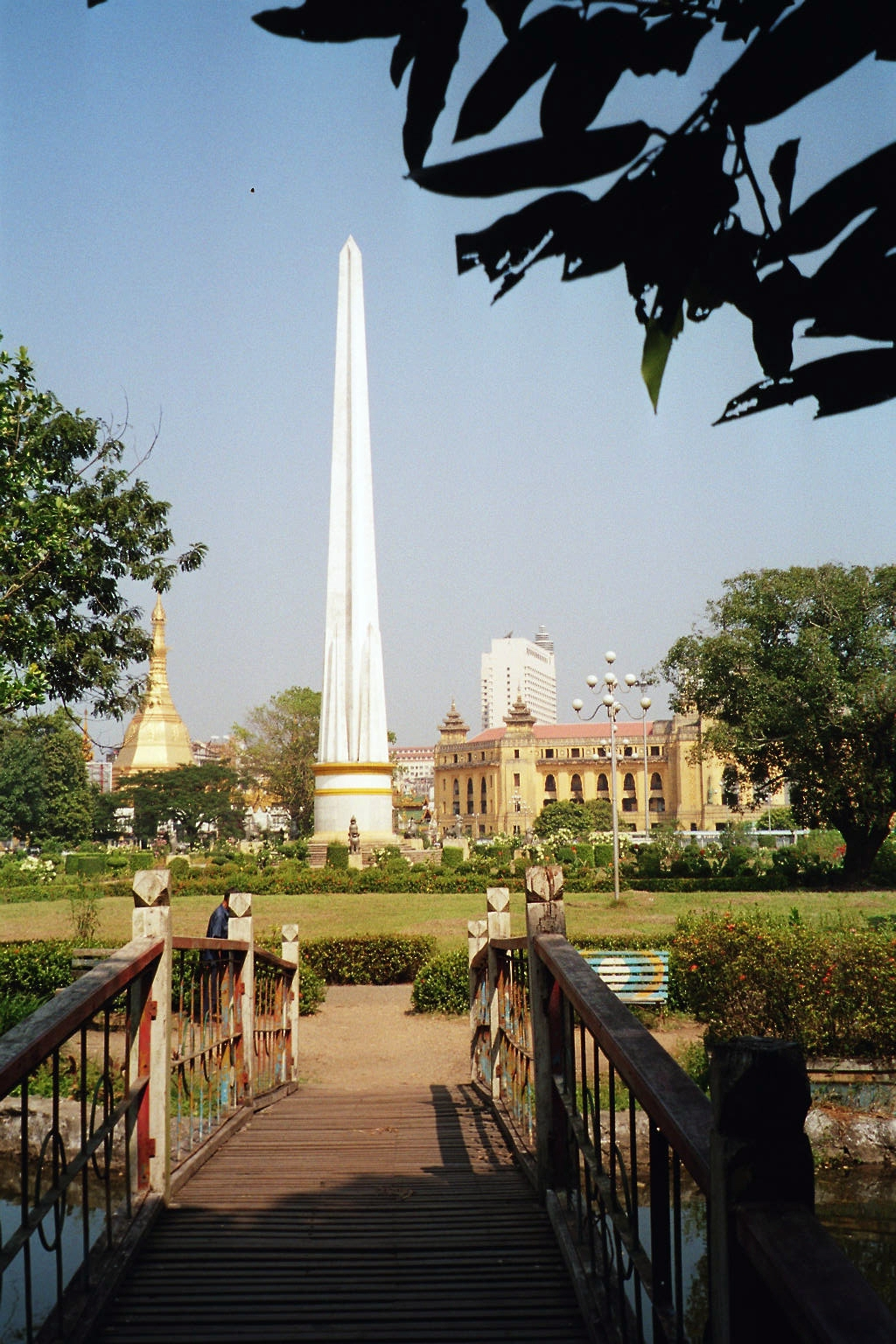
تک‌ستون هرمی در پارک ماها باندولا در یانگون، میانمار

شکل هرم‌سنگ، تأثیر عمیقی بر رومیان باستان گذاشته بود تا آنجا که شمار هرم‌سنگ‌های روم بیش از دو برابر هرم‌سنگ‌های مصر باستان است. پس از امپراتوری روم همهٔ هرم‌سنگ‌ها سقوط کردند و تنها هرم‌سنگی که در واتیکان بود جان سالم به در برد و با گذر زمان دوباره همانند آن در جاهای دیگر ساخته شد.
بلندترین هرم‌سنگ مصری در یک میدان روبروی بازیلیک لاتران در رم قرار داد و بلندی آن ۱۰۵٫۶ متر و سنگینی آن ۴۵۵ تُن است.
این گونه نبود که همهٔ هرم‌سنگ‌های روم از آن مصر باشد. هیرود بزرگ پس از برقراری فرمانروایی‌اش، فرمان داد تا یک اُبلیسک گرانیتی قرمز رنگ مصری در میدان اسب دوانی قیصریه، شهر تازه سازاش که در شمال یهودیه قرار داشت بنا کنند. این هرم‌سنگ ۴۰ پا بلندی و ۱۰۰ تُن سنگینی داشت. باستان شناسان پس از آن که این سازه را کشف کردند آن را در جای اصلی‌اش بازسازی کردند.